# Byeman Control System

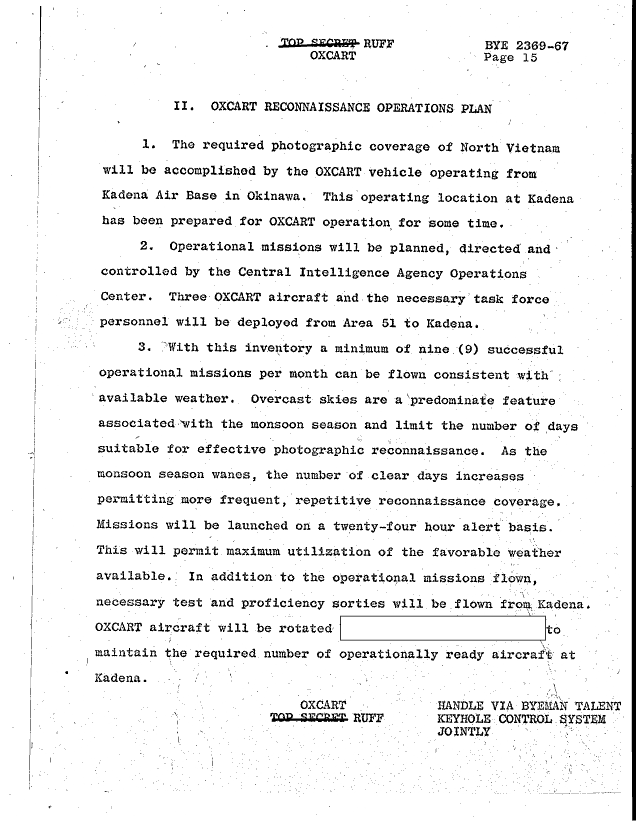
Uma página de documento protegida pelo sistema BYEMAN

O BYEMAN Control System (BCS), ou simplesmente BYEMAN (designado como BYE, ou B), foi um sistema de controle de segurança criado para proteger informações sobre o National Reconnaissance Office (NRO) e suas operações.

## Programas dentro do BYEMAN
Lista parcial.
- CORONA (liberado em 1995)
- ARGON (liberado em 1995)
- LANYARD (liberado em 1995)
- GAMBIT (liberado em 2011)
- HEXAGON (liberado em 2011)
- GRAB (liberado em 1998)
- POPPY (liberado em 2004)
- QUILL (liberado em 2012)
- DORIAN (parcialmente liberado em 2012)
- MELVIN (liberado em 2011)
- UPWARD (liberado em 2012)